# اوک یه رین
اوک یه رین (کره‌ای: 옥예린؛ زادهٔ ۱۴ دسامبر ۲۰۱۱) بازیگر اهل کره جنوبی است. وی از سال ۲۰۱۷ میلادی تاکنون مشغول فعالیت بوده‌است. از فیلم‌ها یا مجموعه‌های تلویزیونی که وی در آن نقش داشته‌است می‌توان به تریوس پنهانی من، بازمانده برگزیده: ۶۰ روز، کلاس ایته‌‌وون، قهرمان و بیست و پنج بیست و یک اشاره کرد.